# Eudistoma rubiginosum
Eudistoma rubiginosum är en sjöpungsart som beskrevs av Monniot 1996. Eudistoma rubiginosum ingår i släktet Eudistoma och familjen Polycitoridae. Inga underarter finns listade i Catalogue of Life.